# Desná (Jablonec nad Nisou-i járás)
Desná település Csehországban, Jablonec nad Nisou-i járásban. Desná Kořenov, Tanvald és Albrechtice v Jizerských horách településekkel határos. Lakosainak száma 3062 fő (2024. január 1.).

## Népesség
A település lakosságának változását az alábbi diagram mutatja:
| Lakosok száma | 1270 | 2123 | 1681 | 3516 | 3372 | 3549 | 3119 | 3086 | 3057 | 3062 |
|               | 1869 | 1890 | 1921 | 1950 | 1980 | 2001 | 2017 | 2019 | 2022 | 2024 |